# Lijst van Franekers
Deze lijst van Franekers geeft een overzicht van bekende personen die in de Nederlandse stad Franeker zijn geboren of hebben gewoond.

## Geboren in Franeker
- Johan Sems (1572-1635), cartograaf
- Meinardus Schotanus (1593-1644), theoloog
- Sixtinus Amama (1593-1629), taalkundige
- Jan Jansz. de Stomme (1615-1657), kunstschilder
- Willem Röell (1700-1775), anatoom
- Frans Hemsterhuis (1721-1790), filosoof
- Johan Valckenaer (1759-1821), diplomaat
- Sebald Justinus Brugmans (1763-1819), botanicus en medicus
- Thijs Feenstra (1766-1840), politicus
- Johannes Mulder (1769-1810), verloskundige
- Jelle Banga (1786-1877), geneesheer en burgemeester
- Albartus Telting (1803-1863), jurist
- Johan de Wal (1816-1892), rechtsgeleerde
- Klaas Banga (1826-1911), jurist en rechter
- Jan Hannema (1839-1878), artiest
- Simon Taco Land (1845-1894), politicus
- Petrus Jacobus de Hoop (1862-1952), politicus
- Jouke Broer Schuil (1875-1960), kinderboekenschrijver
- Roline Wichers Wierdsma (1891-1970), graficus, tekenaar en medailleur
- Rients Beintema (1893-1976), dirigent en componist
- Jan Hoogland (1896-1980), politicus (PvdA)
- Gerhardus Jan Adema (1898-1981), beeldhouwer en kunstschilder
- Jan Hendrik Oort (1900-1992), astronoom
- Arnold Jan d'Ailly (1902-1967), bankier en bestuurder; burgemeester van Amsterdam 1946-1956
- Ate Hes (1904-1988), burgemeester
- Auke Adema (1907-1976), schaatser
- Siep Posthumus (1910-1987), politicus
- Carel Steensma (1912-2006), piloot
- Herman Kuiphof (1919-2008), sportjournalist
- Frans Hoekstra (1926-1983), burgemeester
- Rein Strikwerda (1930-2006), orthopedisch chirurg
- Cor Hoekstra (1931-1996), cartoonist
- Koos Tiemersma (1952), schrijver
- Sippie Tigchelaar (1952), schaatsster
- Pia Dijkstra (1954), nieuwslezeres en politica
- Rebecca Onderstal (1969), predikant
- Sietse Fritsma (1972), politicus
- Jenning Huizenga (1984), wielrenner
- Dennis Wiersma (1986), politicus (VVD)
- Erik Zijlstra (1988), filmregisseur

## (Voormalig) inwoners
- Johannes Bogerman (1576-1637), theoloog
- René Descartes (1596-1650), filosoof
- Eise Eisinga (1744-1828), astronoom
- Henri Daniel Guyot (1753-1828), predikant
- Jacobus Sibrandi Mancadan (1602 - 1680), schilder en burgemeester
- Jetske Reinou van der Malen (1681-1752), dichteres
- Anna van Nassau (1563-1588), dochter van Willem de Zwijger
- Pieter Pander (1962), kunstschilder
- Jean Henri van Swinden (1746-1823), wis- en natuurkundige